# Cupa Campionilor Europeni 1988-1989
Sezonul '88-'89 al competiției europene intercluburi Cupa Campionilor Europeni la fotbal a fost câștigat de AC Milan cu scorul de 4-0 într-o finală împotriva echipei Steaua București. Câștigătoarea ediției anterioare, PSV Eindhoven, a fost eliminată în sferturi de Real Madrid.

## Șaisprezecimi
| Echipa 1            | Scor gen. | Echipa 2             | Tur | Retur |
| ------------------- | --------- | -------------------- | --- | ----- |
| PSV                 | 5-0       | Lucerne              | 3-0 | 2-0   |
| Porto               | 3–2       | HJK                  | 3–0 | 0–2   |
| Górnik Zabrze       | 7–1       | Jeunesse Esch        | 3–0 | 4–1   |
| Real Madrid         | 4–0       | Moss                 | 3–0 | 1–0   |
| Budapest Honvéd     | 1–4       | Celtic               | 1–0 | 0–4   |
| Dynamo Berlin       | 3–5       | Werder Bremen        | 3–0 | 0–5   |
| Vitosha             | 2–7       | Milan                | 0–2 | 2–5   |
| Dundalk             | 0–8       | Steaua Roșie Belgrad | 0–5 | 0–3   |
| Ħamrun Spartans     | 2–3       | 17 Nëntori Tirana    | 2–1 | 0–2   |
| Pezoporikos Larnaca | 2–7       | IFK Göteborg         | 1–2 | 1–5   |
| Sparta Prague       | 3–7       | Steaua București     | 1–5 | 2–2   |
| Spartak Moscova     | 3–1       | Glentoran            | 2–0 | 1–1   |
| Club Brugge         | 2–21      | Brøndby              | 1–0 | 1–2   |
| Valur               | 1–2       | Monaco               | 1–0 | 0–2   |
| Larissa             | 3–32      | Neuchâtel Xamax      | 2–1 | 1–2   |
| Rapid Vienna        | 2–3       | Galatasaray Istanbul | 2–1 | 0–2   |

1 Club Brugge a trecut în următoarea rundă datorită golului marcat în deplasare
2 Neuchâtel Xamax a trecut în următoarea rundă în urma loviturilor de departajare

## Optimi
| Echipa 1          | Scor gen. | Echipa 2             | Tur | Retur |
| ----------------- | --------- | -------------------- | --- | ----- |
| PSV               | 5–2       | Porto                | 5–0 | 0–2   |
| Górnik Zabrze     | 2–4       | Real Madrid          | 0–1 | 2–3   |
| Celtic            | 0–1       | Werder Bremen        | 0–1 | 0–0   |
| Milan             | 2–21      | Steaua Roșie Belgrad | 1–1 | 1–1   |
| 17 Nëntori Tirana | 0–4       | IFK Göteborg         | 0–3 | 0–1   |
| Steaua București  | 5–1       | Spartak Moscova      | 3–0 | 2–1   |
| Club Brugge       | 2–6       | Monaco               | 1–0 | 1–6   |
| Neuchâtel Xamax   | 3–5       | Galatasaray Istanbul | 3–0 | 0–5   |

1 Milan a trecut în sferturi în urma loviturilor de departajare cu scorul final 4-2

## Sferturi de finală
| Echipa 1      | Scor gen. | Echipa 2             | Tur | Retur |
| ------------- | --------- | -------------------- | --- | ----- |
| PSV           | 2–3       | Real Madrid          | 1–1 | 1–2   |
| Werder Bremen | 0–1       | Milan                | 0–0 | 0–1   |
| IFK Göteborg  | 2–5       | Steaua București     | 1–0 | 1–5   |
| Monaco        | 1–2       | Galatasaray Istanbul | 0–1 | 1–1   |

## Semifinale
| Echipa 1         | Scor gen. | Echipa 2             | Tur | Retur |
| ---------------- | --------- | -------------------- | --- | ----- |
| Real Madrid      | 1–6       | Milan                | 1–1 | 0–5   |
| Steaua București | 5–1       | Galatasaray Istanbul | 4–0 | 1–1   |

## Finala
| Milan                             | 4–0    | Steaua București |
| --------------------------------- | ------ | ---------------- |
| Gullit 18' 39' Van Basten 27' 47' | Raport |                  |

| Campioană europeană 1988–89 |
| --------------------------- |
| Italia                      |
| AC Milan Al treilea trofeu  |